# Calamus crassifolius
Calamus crassifolius är en enhjärtbladig växtart som beskrevs av John Dransfield. Calamus crassifolius ingår i släktet Calamus och familjen Arecaceae. Inga underarter finns listade i Catalogue of Life.